# كارلي هنت
كارلي هنت (بالإنجليزية: Carly Hunt)‏ هي لاعبة كرة قدم بريطانية، ولدت في 9 فبراير 1982 في إنجلترا في المملكة المتحدة. شاركت مع منتخب إنجلترا لكرة القدم للسيدات. أما مع النوادي، فقد لعبت مع Charlton Athletic W.F.C. ‏.